# Ahnen (Adelsgeschlecht)

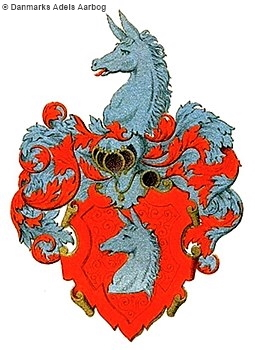
Silberner Eselskopf auf rotem Schild mit wiederholter Helmzier. Erscheint im Danmarks Adels Aarbog als das Wappen des dänischen Zweigs der Familie von Ahnen.

von Ahnen (auch von Ahn, van Anen, von Ane, de Ane) ist ein uradeliges pommersch-niederdeutsches Adelsgeschlecht mit alten Stammsitzen auf der Ostseeinsel Rügen.
Der Name von Ahnen bedeutet direkt aus dem Deutschen übersetzt „von den Vorfahren“ oder „aus den Ahnen“ (von = aus/von, Ahnen = Vorfahren) und spiegelt damit den genealogischen Ursprung und den historischen Charakter des Geschlechts wider.
Das Geschlecht wird bereits im Jahr 1004 unter dem Namen de Ane in einer Urkunde aus Niedersachsen erwähnt, doch die belegbare adlige Stammreihe mit dem Namen von Ahnen lässt sich ab dem Jahr 1257 nachweisen, als sich die Familie auf Rügen in Pommern etablierte.
In den folgenden Jahrhunderten war das Geschlecht in den damaligen Fürstentümern Pommern, Dänemark, Norwegen und Schweden tätig.
Im Laufe der Jahrhunderte haben Mitglieder des Geschlechts von Ahnen bedeutende zivile und militärische Ämter bekleidet – darunter als Hofräte, Landeshauptleute und Stiftsamtmänner – in der Verwaltung Pommerns, Dänemarks und Schwedens.
Das Geschlecht gehörte seit dem Mittelalter dem landbesitzenden Niederadel an und verfügte über mehrere Rittersitze und Adelsgüter auf Rügen und in Pommern.
Die Familie führte ein Wappen mit einem nach rechts gewandten Eselskopf – ein Symbol, das in überlieferten Siegeln aus dem 14. Jahrhundert belegt ist, insbesondere im Zusammenhang mit dem politischen Bündnisvertrag zwischen dem rügischen Adel und der Stadt Stralsund im Jahr 1316.
Die Namensformen haben sich im Laufe der Zeit je nach Sprachgebrauch und geografischem Kontext verändert, doch die historischen Bezüge, das Wappen und die Besitzungen belegen eine Kontinuität, die den gemeinsamen Ursprung der Familie bestätigt.
Das Geschlecht besteht bis heute unter den Namen von Ahnen und von Ahn fort, jedoch ist die Zahl der Namensträger international sehr gering. Nach älteren genealogischen Quellen und Überlieferungen ist das Vorkommen vor allem in Deutschland, Dänemark, Norwegen, Schweden und in einzelnen Fällen auch in der Schweiz belegt.

## Ursprung und frühe Geschichte (1000–1400)

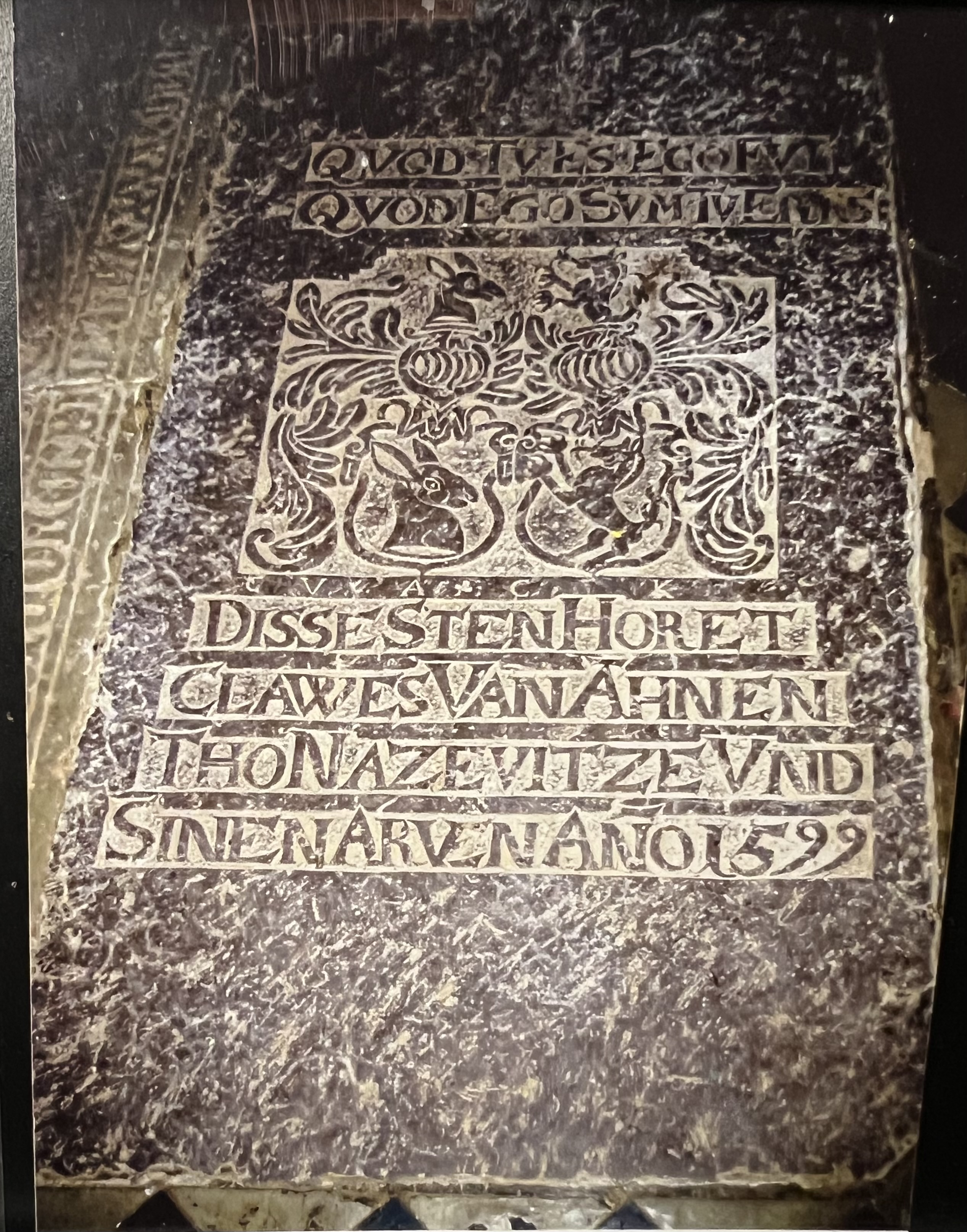
Grabplatte von Claus von Ahnen im Boden vor dem Altar der St.-Johanneskirche in Rambin auf Rügen. Der rechte Teil (heraldisch links) des Allianzwappens auf der Grabplatte zeigt das Wappen seiner verstorbenen Ehefrau, geborene von Krakevitz.

von Ahnen wird bereits in einer Urkunde aus dem Jahr 1004 erwähnt, in der es heißt, dass die verstorbene zweite Ehefrau von Heinrich I. von Sachsen (Heinrich der Vogler), Mathilde von Ringelheim (die heilige Mathilde von Sachsen), gemeinsam mit ihren Schwestern Freduruna und Imma im Jahr 968 das Kloster Kemnade auf Ländereien gründete, die Rittern namens de Ane in dem heutigen Niedersachsen gehörten.
Im Jahr 1257 werden die Brüder Otto und Heidenreich von Ane als Ritter in einer Schrift des Erzbischofs Gerhard II. von Bremen erwähnt. Kurz danach, um 1258, kam Heinrich von Ane nach Rügen, wo er Anna von Natzevitz heiratete. Durch diese Ehe gelangten mehrere Güter, darunter Natzevitz, in den Besitz der Familie und blieben dort über fünf Jahrhunderte.
Zu den Rittergütern und Besitzungen der Familie von Ahnen auf Rügen gehörten nach den erhaltenen Quellen neben Natzevitz auch Groß Datzow, Götemitz, Klein Carow, Neparmitz, Üselitz, Poseritz, Liddow, Muhlitz, Warkzow und Varbelvitz.
Das Wappen des Geschlechts zeigt einen nach rechts gewandten Eselskopf. Die ältesten bekannten Abbildungen stammen von den Siegeln, die an das Bündnisabkommen vom 16. Januar 1316 zwischen dem rügischen Adel und der Stadt Stralsund geheftet wurden. Im 14. Jahrhundert führten Mitglieder der Familie abwechselnd die Namen von Ahnen und von Natzevitz (in unterschiedlichen Schreibweisen), was bei niederdeutschen Adelsfamilien, deren Namensformen sich oft nach Besitzverhältnissen und regionaler Tradition richteten, üblich war.
In dem genannten Abkommen traten unter anderem Hinceke von Natzevitz und Gothan von Natzevitz auf, deren Siegel bis heute erhalten sind. Der Vertrag sollte die adeligen Privilegien gegenüber dem letzten Fürsten von Rügen, Wizlaw III., sichern und enthielt ein Treueversprechen an die Stadt „für ewige Zeiten“.
Im Jahr 1392 werden Pribslaf van Natelviße sowie die Brüder Steffen und Henningk mit dem Beinamen van Natelvisse erwähnt. Zeitgleich (oder identisch) sind Hinrik und Steffen, die in verschiedenen Dokumenten sowohl als von Natzevitz als auch als van Ahnen genannt werden. Im Jahr 1396 erscheint auch Ghoten v. Natzevytze, der kurz darauf als v. Ahnen bezeichnet wird.
Das überlieferte schriftliche Material aus dieser Zeit ist begrenzt, weshalb bei der Identifizierung gleichnamiger Personen gewisse Vorbehalte geboten sind. Dennoch sprechen mehrere Umstände dafür, dass von Natzevitz und von Ahnen demselben Geschlecht angehören, das je nach Herkunfts- und Besitzverhältnissen unterschiedliche Namen führte. Sie führten dasselbe Wappen (den nach rechts gewandten Eselskopf), verwalteten dieselben Ländereien und zeigten über Generationen hinweg ein charakteristisches Muster bei den Vornamen.

## Expansion und Einfluss im 16.–17. Jahrhundert
Die Grabplatte von Claus von Ahnen befindet sich im Boden vor dem Altar der St.-Johanneskirche in Rambin auf Rügen. Der rechte Teil (heraldisch links) des Allianzwappens auf der Grabplatte zeigt das Wappen seiner verstorbenen Ehefrau aus dem Geschlecht von Krakevitz.
Im 16. und 17. Jahrhundert festigte das Geschlecht von Ahnen seine Stellung in Nordeuropa, indem es zahlreiche hohe zivile und militärische Ämter in Pommern, Dänemark, Norwegen und Schweden innehatte.
Claus von Ahnen der Jüngere (in zeitgenössischen Dokumenten auch Nicolaus von Ahnen genannt) erbte 1598 das Gut Natzevitz auf Rügen von seinem Vater, Claus von Ahnen dem Älteren. Während seines Lebens bekleidete er eine Reihe hoher Ämter im Dienst des Herzogs von Pommern und galt zu Beginn des 17. Jahrhunderts als einer der einflussreichsten Beamten des Herzogtums. Er war unter anderem Hofrat und von 1627 bis 1628 Geheimrat. Von 1628 bis zu seinem Tod 1631 war er Kanzler der herzoglichen Regierung in Wolgast, verantwortlich für die Besteuerung, das Quartierwesen und die zivile Verwaltung.
Am 23. April 1627 wurde er zusätzlich zum Landvogt von Rügen ernannt, doch aufgrund seiner Regierungsaufgaben in Wolgast trat er dieses Amt praktisch nie an. Zeitgenössischen Berichten zufolge zeichnete sich Claus von Ahnen durch großes Engagement, Loyalität und Selbstaufopferung aus. Es wird berichtet, dass er mehrmals persönlich das aufbrausende Temperament des kaiserlichen Oberbefehlshabers besänftigen konnte – was in der politisch und militärisch instabilen Situation Pommerns von entscheidender Bedeutung war.
In den schwierigen Jahren 1627–1630 während des Dreißigjährigen Krieges leistete er umfangreiche Beiträge für sein Land. Als Anerkennung verlieh ihm Herzog Bogislaf XIV. am 10. März 1630 ein Lehnsbrief über mehrere bedeutende adlige Rittersitze, darunter:
„die Häuser und adlichen Rittersitze der Buggenhagen zum Breke, der Bonowen zu Inrow, Waldhof und Düvinger, der Jasmunde zum Spiker (Spyker), der Owstine zu Onilow und Lütken Bünslow, der Prene zu Wolde, der Bieregge zum Borwerk vor Lassan, der Lepel zu Neuendorf, der Winterfelde zu Cagenow und Sukowen zu Plesteline.“
Da Claus von Ahnen unverheiratet bereits 1631 starb, konnte er diese Lehen nicht mehr antreten oder weitervererben. Seine Laufbahn zeigt jedoch die zentrale Rolle des Geschlechts von Ahnen in der pommerschen Verwaltung und stellt eines der am besten dokumentierten Beispiele für die Bedeutung der Familie in der norddeutschen und nordischen Adelsgeschichte dar.
In Rügen erlosch die Linie im Mannesstamm 1750 mit Wilken Johann von Ahnen, der Klein-Carow übernommen hatte – einen uralten Rittersitz, der lange Zeit im Familienbesitz war. In Niedersachsen, Hamburg, Dänemark und Schweden besteht die Familie jedoch weiterhin unter den Namen von Ahnen und von Ahn.
In Norwegen, das damals unter dänischer Oberhoheit stand, traten mehrere Angehörige des Geschlechts in königlich-dänische Dienste. Claus von Ahnen erhielt den Auftrag als Lensmann (königlicher Amtmann) über das Eker Amt in Norwegen. Sein Neffe, Preben von Ahnen (ca. 1600–1675), war zunächst Lensmann und nach Einführung des Absolutismus 1660 Amtmann im Nordland amt.
Prebens Sohn, Iver von Ahnen, wurde später Stiftsamtmann im Trondheimer Stift – dem höchsten zivilen Amt der Region.
Im schwedischen Dienst wird früh Henrik von Ahnen erwähnt, ein Onkel Prebens. Er nahm als Oberquartiermeister unter Herzog Karl (dem späteren Karl IX.) an der Schlacht bei Stångebro 1598 teil und begleitete ihn nach Livland, wo er vier Banner im Krieg gegen Polen führte. Nach seinem Tod 1609 erhielt seine Witwe, Elisabeth Hastfehr, für die Verdienste ihres Mannes Landgüter in Schweden.

## Gutsbesitz und geographische Ausbreitung
Das Geschlecht von Ahnen entwickelte im Mittelalter und in der frühen Neuzeit einen umfangreichen Gutsbesitz, der seine geographische Expansion und soziale Integration in Pommern, Dänemark, Norwegen und Schweden widerspiegelte. Der frühest nachweisbare Besitz war das Gut Natzevitz auf der Insel Rügen, das um 1258 durch die Heirat Heinrich von Anes mit Anna von Natzevitz an die Familie gelangte. Das Gut blieb über 500 Jahre im Familienbesitz und bildete ein symbolisches wie wirtschaftliches Zentrum des Standes der Familie.
Auf Rügen und in Pommern besaß das Geschlecht strategisch wichtige Rittersitze wie Groß Datzow, Götemitz, Liddow, Spyker, Bieregge, Waldhof, Neuendorf und Klein Carow, sowie weitere Güter wie Üselitz, Grabow, Koserow, Silmnitz, Zarnevitz, Muhlitz und Cagenow. Mehrere dieser Besitzungen sind in einem Lehnsbrief vom 10. März 1630 erwähnt, den Herzog Bogislaf XIV. an Claus von Ahnen ausstellte. Das Dokument belegt den Rang dieser Güter und dass sie als Anerkennung für politische und militärische Verdienste während der Krisenjahre der 1620er Jahre verliehen wurden.
Außerhalb Rügens und Pommerns erwarb die Familie durch Lehen, Erbschaften und Dienstverhältnisse auch Güter in Vorpommern und Mecklenburg, oft in der Nähe bedeutender Handelsstädte wie Stralsund, Greifswald und Wolgast. Diese Lage erleichterte den wirtschaftlichen Austausch und den politischen Kontakt zu den Machtzentren.
In Dänemark etablierte sich das Geschlecht von Ahnen ab dem frühen 17. Jahrhundert im Zusammenhang mit dem Einfluss Claus von Ahnens als pommerscher Kanzler. Seine Nachkommen spielten eine hervorgehobene Rolle in der dänischen Verwaltung und im Adelsleben. Mehrere Familienmitglieder wurden in den dänischen Adel aufgenommen und sind in Danmarks Adels Aarbog für das 17. und 18. Jahrhundert belegt. Der Erwerb von Gütern in Dänemark erfolgte meist durch königliche Vergabe, Heirat und Integration in die dänische Beamtenelite.
In Norwegen, das damals unter dänischer Oberhoheit stand, erscheinen Angehörige des Geschlechts bereits in den Ämterverzeichnissen der 1640er Jahre. Preben von Ahnen wurde zum Lehnsherrn über Helgeland, Salten, Lofoten und Vesterålen ernannt, was ihm die Verwaltung großer Küstenregionen übertrug. Durch den Aufstieg seines Sohnes Iver von Ahnen zum Stiftsamtmann in Trøndelag festigte die Familie ihre Rolle in der norwegischen Zentralverwaltung. Diese Ämter waren meist mit sogenannten Lehngütern verbunden, was die materielle Präsenz der Familie in der Region stärkte.
In Schweden werden Grundbesitze von Familienmitgliedern erstmals im 17. Jahrhundert erwähnt, als Witwen und Nachkommen schwedischer Offiziere – darunter Henrik von Ahnen – Ländereien in Västergötland und Östergötland als Belohnung für treue Dienste erhielten. Diese Besitzungen waren jedoch meist nur vorübergehend und hatten nicht die tiefe Verankerung wie die Güter in Pommern oder Norwegen.
Zusammenfassend zeigt der Gutsbesitz der Familie von Ahnen einen klaren regionalen Schwerpunkt in Pommern und auf Rügen, wo Güter über Generationen vererbt wurden. Die Ausbreitung nach Dänemark, Norwegen und Schweden erfolgte eher als Ergebnis von Staatsdienst, militärischen Verdiensten und sozialer Integration als durch Erbfolge. Das Geschlecht stellt damit ein Beispiel dafür dar, wie uradelige Familien langfristigen Grundbesitz mit Anpassungsfähigkeit an neue Machtstrukturen im Ostseeraum verbinden konnten.

## Namensformen und heutiges Vorkommen
Der Name des Geschlechts hat im Laufe der Jahrhunderte in mehreren Varianten existiert, abhängig von Sprachgebrauch, regionaler Orthographie und dem historischen Kontext. Die gebräuchlichsten Formen sind: von Ahnen – von Ahn – von Ane – van Anen – de Ane.
Diese Namensformen spiegeln die geographische Mobilität der Familie und die Anpassung an lokale sprachliche Gepflogenheiten wider – etwa in Niedersachsen, Pommern und Dänemark. Alle diese Varianten sind in Urkunden des 13. und 14. Jahrhunderts belegt, oft sogar parallel für dieselbe Person. Trotz orthographischer Unterschiede wird die genealogische Kontinuität durch das Wappen mit dem nach rechts gewandten Eselskopf bestätigt, das in Siegeln und heraldischen Darstellungen über Generationen hinweg wiederkehrt.
In Schweden tragen laut Statistiska centralbyrån (SCB) etwa 3 Personen den Familiennamen von Ahnen (Stand 2025). Auch international ist der Name bis in die Gegenwart sehr selten geblieben. Laut einer Statistik von Forebears.io (2014) wurde die Zahl der Namensträger auf 34 in den USA, 30 in Deutschland, 10 in der Schweiz, 5 in Norwegen, 4 in Dänemark, 2 in Schweden, 2 in Thailand und nur 1 in Australien geschätzt. Diese Personen sind vor allem in Melderegistern und genealogischen Verzeichnissen belegt, meist mit Bezug zu älteren deutschen oder dänischen Linien.
In Schweden wurde das Geschlecht jedoch nie in dem Maße wie in Dänemark oder Pommern etabliert und ist daher nicht in der Ritterschaft eingeführt worden. Das Vorkommen ist vor allem auf vereinzelte Einwanderung im 18. und 19. Jahrhundert zurückzuführen. Gleichzeitig gilt von Ahnen in historischer und heraldischer Hinsicht als ein uradeliges niederdeutsches Adelsgeschlecht mit Wurzeln im frühmittelalterlichen Pommern und einer lebendigen Geschichte in mehreren europäischen Ländern.
Zwischen dem 16. und 18. Jahrhundert wurde der Name überwiegend als von Ahnen geschrieben, doch in schwedischen und deutschen Quellen findet sich auch die Schreibweise von Ahn. Der schwedische Zweig geht auf den Feldwebel Sven Magnus von Ahnen zurück (geb. 1723 in Östergötland), dessen Nachkommen den Namen in ununterbrochener Linie getragen haben. Der Familienname ist in SvenskAdel unter der alphabetischen ID‑Nummer 3015 erfasst, wo auch Varianten und historische Nennungen dokumentiert sind.

## Wappen und Siegel
Das markanteste heraldische Symbol des Geschlechts von Ahnen ist ein nach rechts gewandter Eselskopf, der bereits im 14. Jahrhundert in Siegeln belegt ist. Das Wappen wurde als Symbol für Beharrlichkeit, Rechtschaffenheit und Unabhängigkeit gedeutet – Eigenschaften, die dem niederdeutschen Niederadel idealtypisch entsprachen und mehr auf persönliche Ehre und regionale Verwurzelung als auf feudale Loyalität abzielten.
Das älteste bekannte Siegel stammt aus dem politischen Bündnisvertrag zwischen dem rügischen Adel und der Stadt Stralsund, datiert auf den 16. Januar 1316. In diesem Dokument befinden sich mehrere Siegel mit deutlich erkennbaren Eselsköpfen, darunter die von Hinrice de Natcevize und Ghoten de Natevys – beide Mitglieder jenes adligen Netzwerks, dem auch das Geschlecht von Ahnen angehörte.
Im 16. und 17. Jahrhundert ist das Wappen in mehreren deutschen und dänischen heraldischen Quellen dokumentiert, unter anderem im Danmarks Adels Aarbog und im Archiv der Familie Holbek. In Siebmachers Wappenbuch (Bd. III, Tafel 161) wird das Wappen von Ahnen als ein rotes Feld mit einem silberfarbenen Hals und Kopf einer Hindin dargestellt. Die Helmzier zeigt dasselbe Motiv mit rot-silbernen Decken. In der dänischen Linie wurde der Hirschkopf später durch einen Eselskopf ersetzt, vermutlich im Zusammenhang mit dem Erbrecht am Gut Natzevitz.
Dass dieses heraldische Motiv unabhängig von der Namensform – ob von Ane, von Ahnen oder von Ahn – konsequent geführt wurde, hatte große Bedeutung für die genealogische Identifikation des Geschlechts. In einer Zeit, in der orthographische Varianten üblich waren, fungierte das Wappen als beständige und wiedererkennbare Symbolik der Identität und Kontinuität der Familie vom Mittelalter bis in die Neuzeit.

## Abbildungen

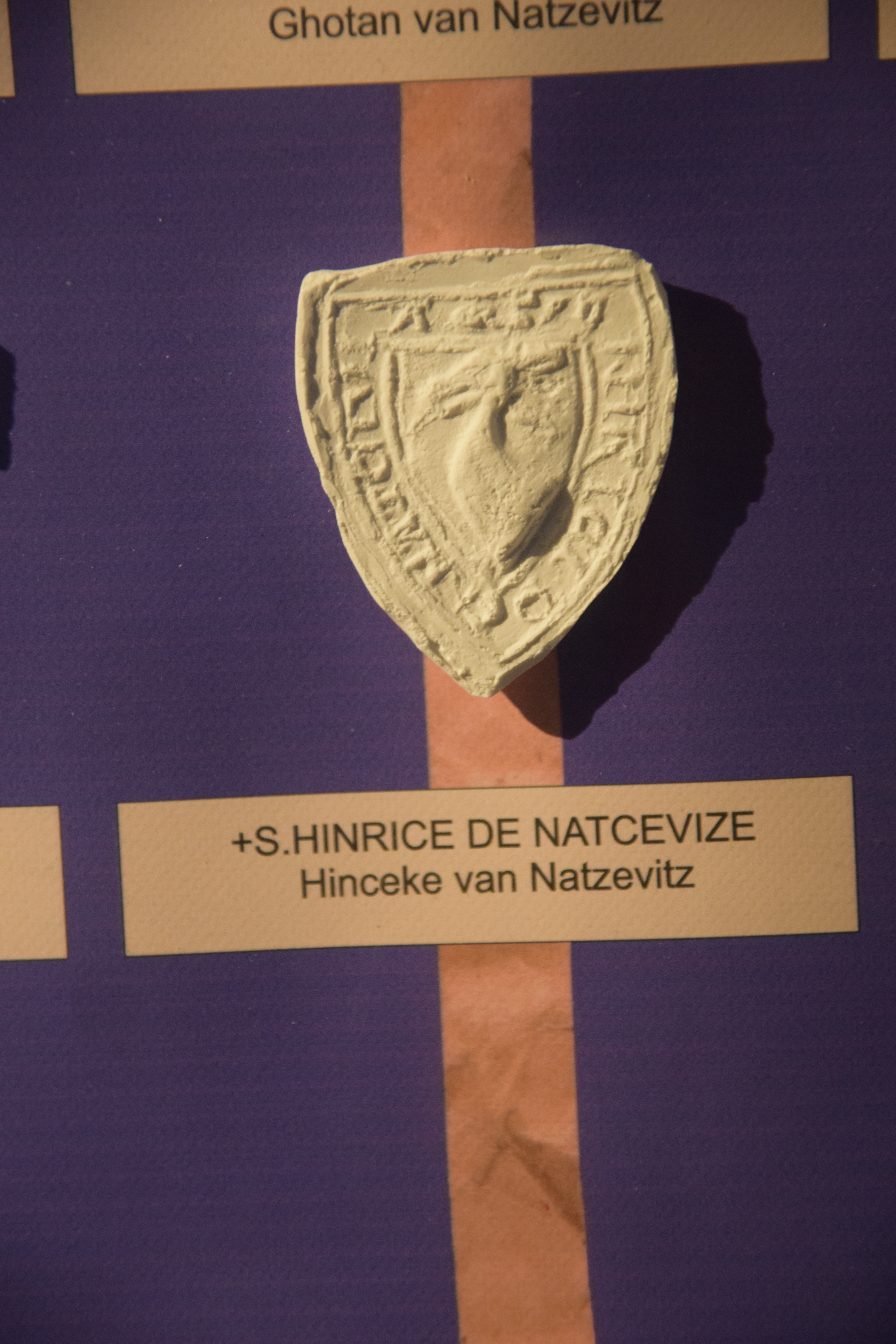
Siegel von Hinrice de Natcevize aus dem Jahr 1316, Bündnisvertrag, des versammelten rügischen Adels um die angestammten Privilegien für sich und die Stadt Stralsund zu sichern. Abdruck im Stadtmuseum von Bergen auf Rügen
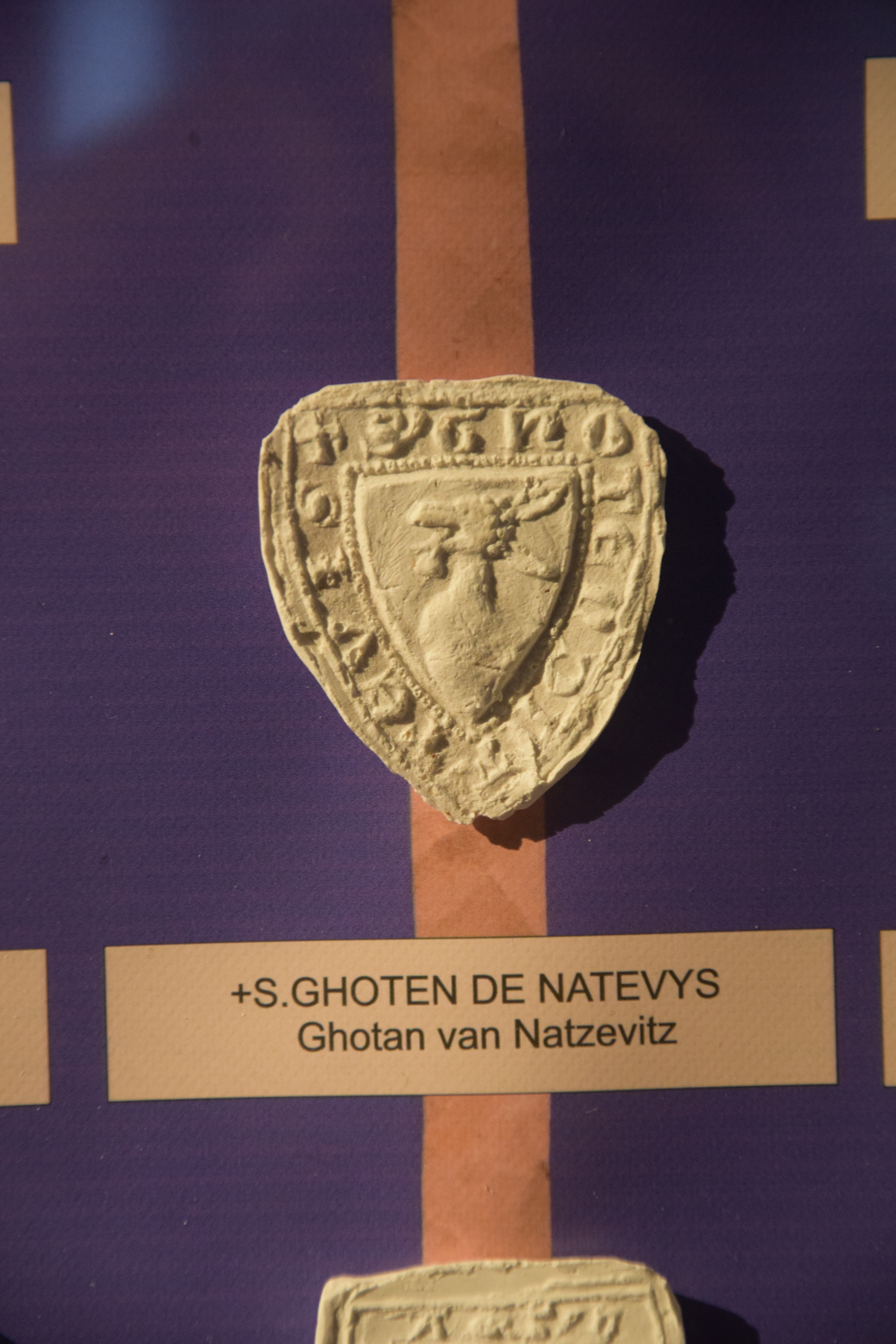
Siegel von Ghoten de Natevys aus dem Jahr 1316, im Rahmen desselben Bündnisvertrags. Abdruck im Stadtmuseum von Bergen auf Rügen
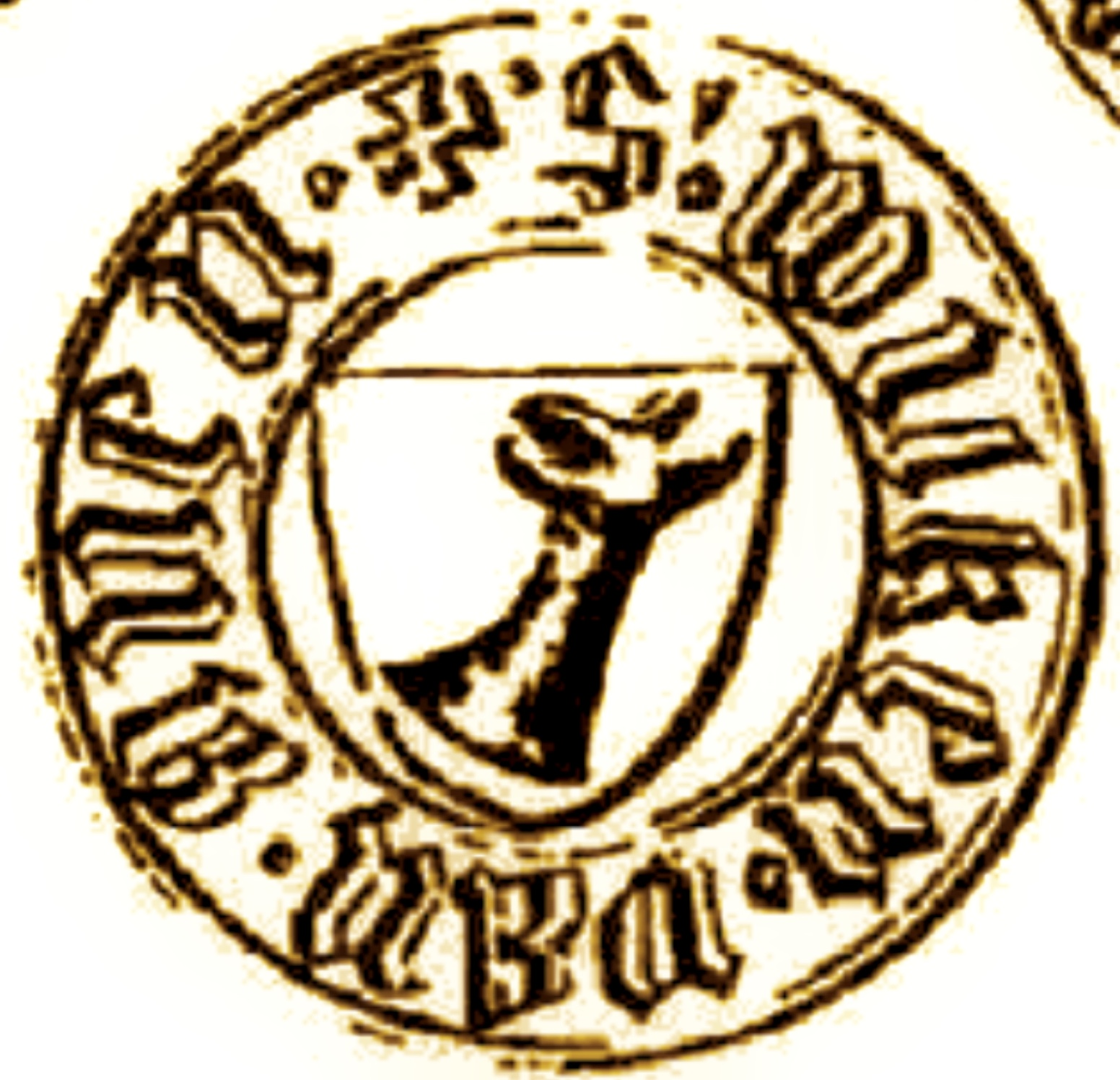
Siegel von Wilken van Anen, 1447
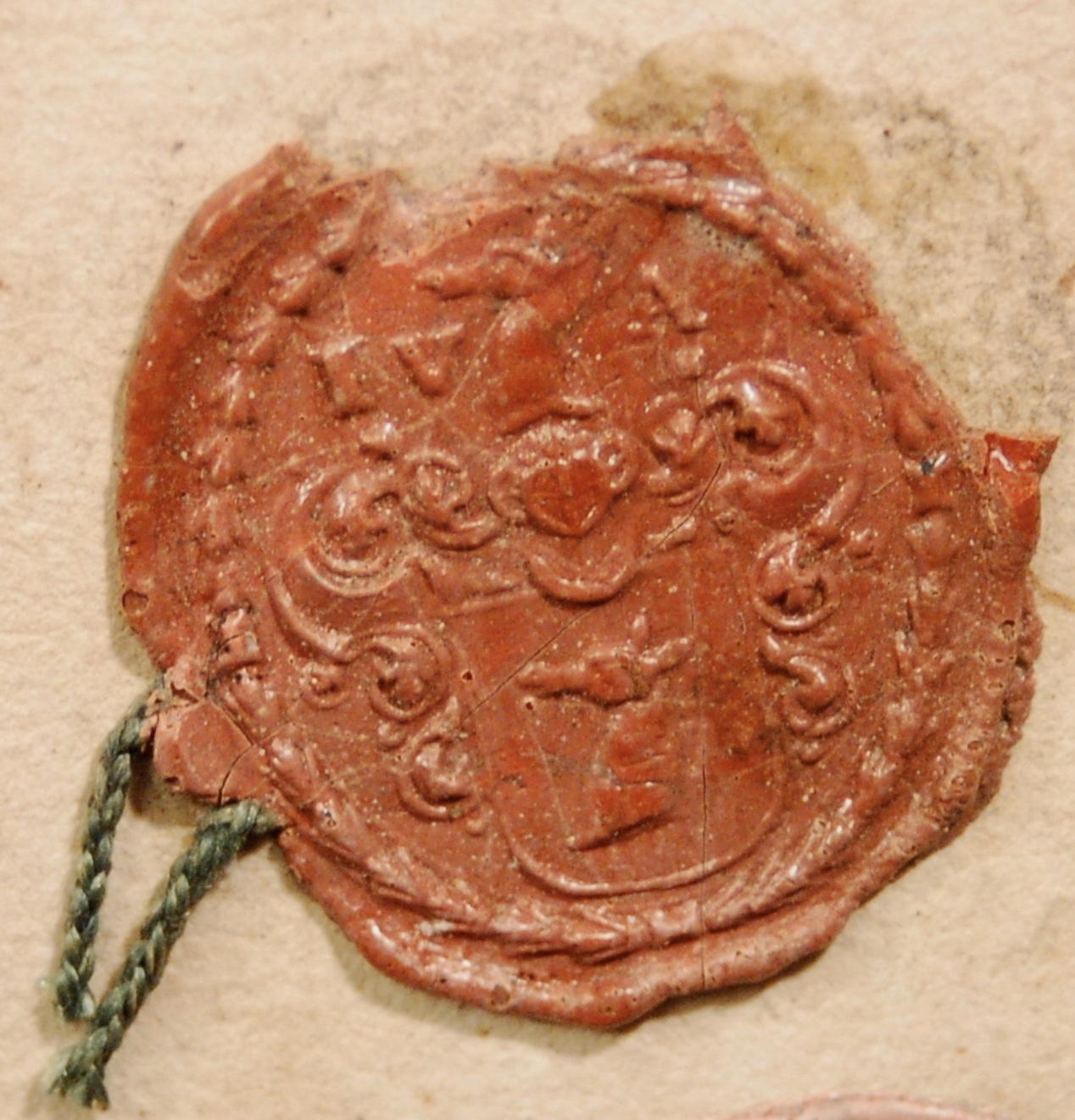
Siegel des Stiftsamtmanns Iver von Ahnen